# Strombosia pustulata
Strombosia pustulata is een plantensoort uit de familie Olacaceae. Het is een groenblijvende boom die gewoonlijk tot 20 meter hoog wordt, maar sommige exemplaren kunnen tot 45 meter hoog worden. De boom heeft een kleine en dichte kroon, de rechte stam is 20 tot 100 centimeter in diameter met korte scherpe worteluitlopers. De soort staat op de Rode Lijst van de IUCN geklasseerd als 'niet bedreigd'.
De soort komt voor in tropisch West- en westelijk Centraal-Afrika. Hij groeit daar in regenwouden op stevige en goed waterdoorlatende grond, in vochtige bossen, dichte schaduwrijk bossen en vaak langs meer- en rivieroevers, op hoogtes van bijna zeeniveau tot 770 meter.
Een olie uit de zaden wordt gebruikt voor zalf en het maken van zeep. Het kernhout is roze of lichtbruin met paarsachtige strepen. Het hout wordt in de bouw gebruikt en verder ook in slaggereedschappen en zware vloeren.

## Variëteiten
- Strombosia pustulata var. lucida (J.Léonard) Villiers
- Strombosia pustulata var. pustulata

## Synoniemen
- Strombosia glaucescens Engl.